# Carlos Alcantara
Carlos Saúl Alcantara (nascido em 21 de agosto de 1948) é um ex-ciclista uruguaio. Representou sua nação nos Jogos Olímpicos de Montreal 1976, na prova de corrida em estrada.